# Croton floribundus
Capixingui é uma espécie nativa no Brasil, não endêmica, pioneira, muito comum em bordas e clareiras de florestas ombrófilas e estacionais do Brasil. Na ficção, notabiliza-se por ser a árvore símbolo da escola Hogwarts, da série Harry Potter.

## Distribuição geográfica
C. floribundus ocorre nas regiões Norte em Tocantins; Nordeste nos estados Alagoas, Bahia, Ceará, Paraíba, Pernambuco; centro-oeste nos estados Distrito Federal, Mato Grosso do Sul, Mato Grosso; sudeste e sul no Paraná; no bioma Mata Atlântica em áreas antrópicas, áreas de vegetações do tipo Campo Rupestre, Cerrado (lato sensu), Floresta Estacional Semidecidual, Floresta Ombrófila e Vegetação Sobre Afloramentos Rochosos.